# Pynthorumkhrah
Pynthorumkhrah is een census town in het district East Khasi Hills van de Indiase staat Meghalaya. 

## Demografie
Volgens de Indiase volkstelling van 2001 wonen er 22108 mensen in Pynthorumkhrah, waarvan 52% mannelijk en 48% vrouwelijk is. De plaats heeft een alfabetiseringsgraad van 71%. 